# Outrageous Fortune
Outrageous Fortune är en Nya Zeeländsk dramakomediserie från 2005-2010, som följer den kriminella familjen Wests problematiska vardag sedan fadern i huset blivit fängslad.
Serien har inte visats i svensk television. I både USA och Storbritannien har man gjort egna versioner, under namnen Scoundrels (på ABC) respektive Honest (På ITV).

## Rollista i urval
- Cheryl West, spelad av Robyn Malcolm. Familjen Wests matriark som tar befälet när Wolf fängslas. Förklarar för barnen och Ted att deras kriminella karriär är över.
- Wolfgang "Wolf" West, spelad av Grant Bowler. Pappan i familjen West, som sätter sig emot Cheryls beslut att lämna den kriminella banan.
- Jethro West, spelad av Antony Starr. En av tvillingbröderna, och familjens mest välutbildade. Hans juristutbildning avslutas i och med den första säsongen.
- Van West, spelad av Antony Starr. Den andra tvillingbroderna, som tillbringar sin tid med att röka på och diskutera livets stora frågor med sin kompis Munter.
- Pascalle West, spelad av Siobhan Marshall. Den utseendefixerade, modell-aspirerande äldsta dottern i familjen. Gör (nästan) allt för att bli modell.
- Loretta West, spelad av Antonia Prebble. Den yngsta dottern. Hon är cynisk och sarkastisk, men också väldigt slug. Vill regissera film.
- Theodore "Ted" West, spelad av Frank Whitten. Wolfs pappa. Den gamle räven i kriminella kretsar. En legend. Men nu har han bränt ner sitt äldreboende och får bo hos sonens familj.

### Fotnoter
1. ↑  TV.com, läs online.[källa från Wikidata]